# استارایا موشتا
استارایا موشتا (انگلیسی: Staraya Mushta) یک شهرک در شهرستان کراسنوکامسکی استان باشقیرستان کشور روسیه است.